# José Parrilla
José Parrilla (né le 31 mars 1972 à Ancón au Panama) est un athlète américain, spécialiste des courses de demi-fond.

## Biographie
Il se classe sixième du 800 m lors des championnats du monde d'athlétisme 1995.
Il participe aux Jeux olympiques de 1992 et 1996 mais ne parvient pas à franchir les séries du 800 m.
Il remporte trois titres NCAA consécutifs, en 1992, 1993 et 1994